# 裂银叶铁线莲
裂银叶铁线莲（学名：Clematis delavayi var. limprichtii）为毛茛科铁线莲属下的一个变种。

## 扩展阅读
- 維基物種上的相關：裂银叶铁线莲